# Dohrniphora gigantea
Dohrniphora gigantea är en tvåvingeart som beskrevs av Günther Enderlein 1924. Dohrniphora gigantea ingår i släktet Dohrniphora och familjen puckelflugor. Inga underarter finns listade i Catalogue of Life.